# Leave Means Leave
Leave Means Leave est une ancienne organisation pro-Brexit, un groupe de défense d'intérêts, très eurosceptique qui a fait campagne et pression pour le « Leave », c'est-à-dire pour que le Royaume-Uni quitte l'Union européenne, dans le cadre du référendum européen du 23 juin 2016.

## Objectifs
L'organisation s'est décrite comme une « campagne pour un Brexit dur ».

## Histoire
Cette organisation a été cofondée par Richard Tice et John Longworth selon la BBC.
La campagne de Leave Means Leave serait née de celle de Vote Leave, instituée dans le cadre du référendum de 2016 sur l'UE. Elle a été coprésidée par :
- Richard Tice : homme d'affaires britannique du secteur de l'immobilier ;
- John Longworth : consultant en affaires, ancien directeur général des chambres de commerce britanniques, anti-européen, mais député européen du Yorkshire et du Humber aux élections européennes de 2019, qui a siégé avec le Brexit Party jusqu'en décembre 2019[2]. 
Puis il a rejoint les conservateurs (en janvier 2020)[2]. Il siège[2]  ensuite aux conseils consultatifs des économistes pour le libre-échange et à l'IEA (Institute of Economic Affairs, think tank créé en 1955 et militant pour le libre marché[3], connu pour avoir notamment été financé par l'industrie du tabac[4] ; il dit être devenu eurosceptique quand il était détaché dans le groupe de travail sur la déréglementation de Margaret Thatcher et impliqué dans le cadre d'un programme sur le marché unique.
- Nigel Farage : chef du Brexit Party, il est vice-président de Leave Means Leave, tout en étant très impliqué dans d'autres groupes pro-Brexit (Leave.EU notamment).

L'organisation s'est autodissoute le 31 janvier 2020, suivant l'effectivité du retrait du Royaume-Uni de l'Union européenne.

## Actions

### Lettre au Premier ministre
Le 30 septembre 2017, alors que les négociations sur le Brexit sont en cours, la campagne Leave Means Leave a écrit un courrier visant à mettre sous pression Theresa May (Première ministre) afin qu'elle mène à bout le Brexit. Quatre anciens membres du cabinet, dont l'ancien chancelier de l'Échiquier Lord Lawson, ainsi que l'ancien ministre du Brexit David Jones qui a cosigné la lettre. La lettre soutenait le Brexit, y compris dans le cas d'un scénario sans accord avec l'Union européenne. Cette lettre a eu divers soutiens hors du mouvement lui-même, dont par le conservateur Michael Howard, qui a dit qu'il partageait les « aspirations » sous-tendues par ce texte.

### Marche pour le Brexit
En 2019, Nigel Farage et la campagne Leave Means Leave ont organisé une marche, partant de Sunderland dans le nord-est de l'Angleterre le 16 mars, et se terminant par un rassemblement sur la place du Parlement à Londres le 29 mars, date à laquelle le Brexit devait initialement se produire (Farage souhaitant en faire un nouvel « independence-day ». La journée a connu des moments chaotiques selon The Guardian.
Une centaine de marcheurs étaient présents au départ, se dirigeant vers Hartlepool incluant par Nigel Farage. 
Il avait été demandé aux partisans de Leave Means Leave de payer 50 £ pour parrainer ou rejoindre la marche. Il a été affirmé que plus de 350 personnes s'étaient inscrites, mais seuls 50 ont marché  durant les 14 jours complets bien que n'ayant pas prévu de parcourir tout le trajet.
Nigel Farage aurait déclaré : « Nous sommes ici la semaine même où le Parlement fait tout son possible pour trahir le résultat du Brexit. Il commence à donner l’impression qu’il ne veut pas partir et le message de cette marche est que si vous pensez pouvoir nous marcher dessus, nous viendrons directement vers vous ».
Le jour suivant, environ 150 marcheurs se sont dirigés vers Middlesbrough, mais Farage n'y a pas participé. 
Farage a rejoint la marche le samedi suivant dans le Nottinghamshire, en présence d'environ 200 marcheurs. 
Ce chiffre a suscité des comparaisons (défavorables pour Farage et Leave Means Leave) avec les centaines de milliers de personnes participant à la marche du vote du peuple anti-Brexit à Londres le même jour.
La marche pour le Brexit s'est ensuite déroulée à travers le Leicestershire et le Buckinghamshire avec un nombre de marcheur réduits à une centaine,.
Tout au long de la marche un camion publicitaire affichant des messages anti-Brexit était présent, payé par la campagne de Led By Donkeys
Le samedi 29 mars, les marcheurs sont arrivés au centre de Londres sur la place du Parlement, avec quelques scènes de chaos.

#### Orateurs
Parmi ceux-ci figuraient Richard Tice de Reform UK et président du Brexit Party, l'homme d'affaires John Longworth, la journaliste Julia Hartley-Brewer, l'éditeur Brendan O'Neill, Kate Hoey du Labour, Tim Martin, fondateur de Wetherspoons, l'écrivain Claire Fox, et des députés du parti conservateur (Peter Bone et Mark Francois), et du Parti unioniste démocrate (Ian Paisley Jr).
Un rassemblement pro-Brexit « Make Brexit Happen » a été organisé par le parti UKIP (anciennement dirigé par Farage) à proximité.

#### Fausses informations sur le nombre de participants et de manifestants à Londres
Sur les réseaux sociaux, certains comptes ont fait circuler une fausse information qui est devenue une rumeur selon laquelle la police métropolitaine de Londres aurait estimé que 2 millions de personnes avaient assisté à la marche samedi. Les organisateurs — de leur côté — ont affirmé qu'il y a alors eu un million de personnes, chiffre répété par certains médias, mais démenti, comme étant très surestimé, par un fact checking. Selon le professeur Keith Still (Manchester Metropolitan University), interrogé par magazine Wired : « au vu des images faites par hélicoptère, il y avait entre 310 000 et 400 000 personnes. »
Les grands journaux ont d'ailleurs prudemment évoqué quelques milliers de marcheurs et supporters. Selon The Independent, ce rassemblement a attiré « des milliers » de supporters,. Le Financial Times a cité son journaliste Sebastian Payne qui a déclaré que la taille de la foule était « de quelques milliers ».

## Culture populaire
- Un film intitulé  Brexit: The Uncivil War a été co-produit par HBO et Channel 4 en 2019, diffusé sur Netflix. Quelques-uns des véritables acteurs de la campagne sont présents dans le film, et d'autres sont représentés par des acteurs. Le film décrit notamment le rôle de Leave.EU, d'après ce qu'en savaient les scénaristes[27],[28].